# Кампиљионе (Фермо)
Кампиљионе (итал. Campiglione) насеље је у Италији у округу Фермо, региону Марке.
Према процени из 2011. у насељу је живело 1336 становника. Насеље се налази на надморској висини од 69 м.